# 울산 삼환아르누보 화재
울산 삼환아르누보 화재는 2020년 10월 8일에 울산광역시 남구에 있는 주상복합인 삼환아르누보에서 발생한 화재로 건물 12층부터 33층까지 외벽을 태우고 93명이 병원에 옮겨진 사고이다. 화재는 10월 9일 오후 14시 50분경 완전 진압되었다.

## 전개
10월 8일 밤 11시경 12층에서 불이 나기 시작했고 불은 바람을 타고 꼭대기인 33층까지 번졌다. 강풍주의보 속에서 초속 10m가 넘는 바람 때문에, 그리고 드라이비트 공법으로 만들어진 외벽 때문에 초기 진화에는 어려움을 겪었다. 소방당국은 18층에서 되살아난 불을 진압했으나 10월 9일 오전 10시경 반대편으로 불이 번졌다. 약 13시간 후 초진에 성공했다.
울산광역시 소방본부는 10월 9일 오후 14시 50분경, 불을 완전히 껐다고 밝혔다. 화재 발생 이후 약 15시간 40여분 만이다. 화재와 관련하여 소방대원 1명을 포함한 93명(중상자 3명)이 병원 이송되었으며, 사망자는 발생하지 않았다.

## 본 사건 이후 유사 화재
2020년 12월 1일 오후 4시께 경기도 군포시 산본동 소재 백두한양아파트 997동에서 화재가 발생되었다. 화재의 원인은 발코니 공사 과정에 의한 부주의로 밝혀지면서 화재가 발생하였고 12층에서 발화하였던 불씨가 같은 층의 옆집 뿐만 아니라, 윗층 일부가 반소되었고, 최상층까지 불길과 그을음도 일부 옮아가게 되었던 것으로 보였고, 이 화재로 4명이 숨지고 1명의 중상자가 발생되기도 하였다.

## 같이 보기

### 일반 주제
- 울산 삼환아르누보

### 유사 화재
- 그렌펠 타워 화재 참사
- 2010년 상하이 아파트 화재
- 대연각호텔 화재
- 우신골든스위트 화재
- CCTV 텔레비전 문화 센터 화재
- 플라스코 빌딩 화재 및 붕괴 참사